# Mallophora leschenaultii
Mallophora leschenaultii är en tvåvingeart som beskrevs av Macquart 1838. Mallophora leschenaultii ingår i släktet Mallophora och familjen rovflugor.
Artens utbredningsområde är Franska Guyana. Inga underarter finns listade i Catalogue of Life.